# Giuseppe Cianino
Giuseppe Cianino (Castellammare del Golfo, 24 febbraio 1909 – Marano Lagunare, 29 aprile 1945) è stato un militare italiano, decorato di medaglia d'oro al valor militare alla memoria.

## Storia
Nasce a Castellammare del Golfo (Trapani) il 24 febbraio 1909.
Arruolatosi nella Regia Guardia di Finanza il 26 giugno 1927, prestò servizio nelle città di Trieste, Venezia, Palermo, Trapani, Roma e Messina. Partecipò alla Campagna di Grecia nella seconda guerra mondiale, rientrando in Italia pochi giorni prima dei tragici fatti dll'8 Settembre 1943. Trasferito in Friuli a San Giorgio di Nogaro, prestò servizio presso la brigata volante di Porto Nogaro, collaborando segretamente con il Comitato di Liberazione Nazionale. Unitosi successivamente al Battaglione partigiano “Casati” della Brigata Osoppo, prese parte ad operazioni di portaordini, arresti, ricognizioni e sabotaggio al fianco del comandante della compagnia Osovana “Fanfulla” Eusebio Felici e del comandante del battaglione “Serra” Giuseppe Congiu, già ufficiali del Regio Esercito.  
Il 28 aprile 1945 tutti gli effettivi delle formazioni patriottiche osovane del Battaglione "Casati" entrarono in azione contro le unità tedesche, bloccandone la fuga tra Marano Lagunare e Carlino, infliggendo perdite e facendo prigionieri.  
Il 29 aprile 1945 dopo essersi recato ad avvisare gli abitanti di Marano Lagunare del rischio che il paese venisse bombardato dai tedeschi per vendicare i propri caduti durante uno scontro con i partigiani, venne catturato da un reparto tedesco in ritirata mentre trasportava documenti compromettenti e fucilato sul posto.
Il suo servizio nelle file Osovane, con il grado di sottotenente, venne riconosciuto dalla "Commissione regionale Triveneta per il riconoscimento della qualifica di partigiano" con n.Prot 24795 nel 7 luglio 1948.
In memoria di Cianino il  29 aprile 1975 i suoi commilitoni posero una lapide commemorativa a San Giorgio di Nogaro, presenti la vedova del caduto, Caterina la Rosa, ed il figlio Leonardo.
Il 13 maggio 2024 gli viene concessa dal Presidente della Repubblica Italiana la Medaglia d'oro al valor militare alla memoria.